# Атлетско стопало
Атлетско стопало је уобичајена гљивична инфекција, али не морате бити спортиста да бисте је добили. Ова иритантна болест се обично јавља код мушкараца и дјечака, али је прилично честа и код жена и дјевојчица. Готово потпуно непознато обољење у старој Грчкој и Риму, када су људи ходали боси или носили сандале, атлетско стопало је пратећи елемент у друштвима у којима већина становника готово стално носи ципеле.

## Симптоми
Три су најчешћа облика атлетског стопала:
- мокасински тип с промјенама које највише захваћају табане
- интердигитални тип гдје су доминантно захваћена подручја између ножних прстију
- упални тип с јаче израженом појавом мјехурића и мацерацијама

Симптоми обољења су сљедећи
- интензиван свраб, црвенило, испуцала кожа између ножних прстију, посебно четвртог и петог.
- љускави, црвени екцем који сврби и обично почиње између ножних прстију; ако се не лијечи, развија се у испуцалу кожу са пликовима која се може инфицирати
- сува кожа која се љушти на табанима
- непријатан мирис стопала
- бјеличасти, задебљани и ломљиви нокти који се љуште у слојевима, имају неугодан мирис.

#### Обратите се љекару
- ако екцем не реагује на антифунгалне лијекове без рецепта или друге кућне лијекове у року од четири до шест недјеља; или ако симптоми онемогућавају на било који начин лијечење. Потребна вам је медицинска дијагноза или љекарски рецепт за одговарајући лијек.
- ако се екцем развије у пликове, са великим црвенилом, болним отоком или гнојем; или ако добијете грозницу. Ово су знаци секундарне бактеријске инфекције која захтјева лијечење оралним антибиотицима.
- ако вам нокти на ногама постану ломљиви или промијене боју, обично буду бјеличасти. Овај облик атлетског стопала је тешко лијечити и обично захтјева дуготрајно лијечење како би се спречило његово понављање.

## Узроци
Различите врсте гљивица које изазивају атлетско стопало припадају групи званој дерматофити, који такође изазивају свраб у пределу око поткољеница. Гљиве се развијају у затвореном, топлом и влажном окружењу и хране се кератином, протеином који се налази у коси, ноктима и кожи. Атлетско стопало је лако заразна болест; може се ширити директним контактом са инфекцијом и честицама коже које су остављене на крпама, ципелама и дну туш каде и око базена. Док сједење босих ногу под тушем у теретани или око базена може повећати ваше шансе да добијете атлетско стопало, већа је вјероватноћа да ћете добити инфекцију ако не мијењате знојне чарапе или ципеле. Опасност од добијања атлетског стопала може зависити и од ваше осјетљивости. На примјер, људи који су били на антибиотицима двије недеље или дуже су у већем ризику јер тај лијек не само да спречава инфекцију, већ може и да уништи корисне бактерије које помажу у спречавању ширења атлетског стопала.

## Лијечење[2]
Атлетско стопало треба лијечити на први знак свраба стопала или црвенила између прстију. Већина случајева атлетског стопала може се лијечити антифунгалним прахом без рецепта и основном хигијеном. Ујутру и увече добро оперите и обришите стопала, свакодневно мијењајте чарапе и не носите сваки дан исте ципеле. Свакодневно ставите пудер против гљивица на стопала и у ципеле. Потрудите се да вам стопала буду изложена ваздуху. 
Ако не можете да идете боси или да носите сандале, носите памучне чарапе и ципеле од природних материјала као што су кожа и тканине, а не водоотпорне синтетичке материјале. Ако се не лијечи правилно и брзо, инфекција може бити дуготрајна. Чак и када се лијечи лијековима против гљивица, може проћи неколико недјеља да се инфекција очисти.

## Превенција
Препоруке за превенцију су сљедеће
- прање ногу најмање једном дневно и њихово темељито сушење, посебно између прстију
- промјена чарапа неколико пута дневно у случају појачаног знојења ногу
- бирање обуће која допушта достатну циркулацију зрака
- одржавање спортске обуће чистом и сухом те њихово редовито мијењање
- избјегавање босоногог ходања у саунама, теретанама или на базенима
- кориштење властите опреме за уређивање ноктију
- превентивно кориштење антифунгалног прашка у случајевима учесталог враћања атлетског стопала